# پسچانو-لوبوو
پسچانو-لوبوو (انگلیسی: Peschano-Lobovo) یک شهرک در شهرستان ایگلینسکی استان باشقیرستان کشور روسیه است.